# Coro Estable de Rosario
El Coro Estable de Rosario es una agrupación coral vocacional de la ciudad de Rosario (Argentina) fundada en 1942 como asociación civil sin fines de lucro y sin subvención estatal.
Su primer director fue Ricardo Engelbrecht, y desde 1946 la dirigió el maestro Cristián Hernández Larguía (1921-2016) hasta 2011.
Desde 2011 hasta 2015 su directora fue la profesora Sandra Álvarez. Desde 2016 a 2018, como director interino, estuvo el Mtro. Mario Arias. A partir de 2019, como resultado del concurso interno, está el Mtro. Jesús Ramiro Chinetti como Director Titular.
De este coro surgieron músicos destacados como José Luis Bollea (1942-2010, autor de La Forestal) y Carlos López Puccio (n. 1946; músico y compositor integrante del conjunto Les Luthiers).

## Repertorio
El repertorio abarca gran número de obras clásicas, incluyendo composiciones de
Bach (Misa en si menor, Pasión según san Mateo, Pasión según san Juan, Magnificat en re, Oratorio de Navidad, y numerosas cantatas),
Händel (Mesías, Festín de Alejandro, Oda a santa Cecilia), y
numerosas obras de 
Vivaldi,
Mozart,
Haydn,
Mendelssohn,
Schubert,
Beethoven,
Zoltán Kodály e
Ígor Stravinski,
entre otros.

## Giras artísticas
El coro se ha presentado en las principales ciudades de Argentina y en centros culturales de Alemania, Chile, España, Italia y Uruguay. 

## Reconocimientos
- 1957: primer premio del Concurso Nacional de Coros, en el Collegium Musicum (en Buenos Aires).
- 1980: primer premio del Concurso Nacional de Coros, en la Subsecretaría de Cultura de la Nación (Buenos Aires).
- 1981: Concurso Internacional de Coros en la ciudad de Arezzo (Italia).

## Discografía
- El canto del destino (Schiksalslied, op. 54), de Johannes Brahms.
- Beethoven-Mozart: Fantasía op. 8 (Beethoven), Concierto para piano y orquesta en do mayor, K 467 (Mozart).
- Canciones españolas: obras de Eduardo Grau y Joaquín Rodrigo.
- Negro spirituals y canciones de Stephen Foster.